# Всегда в пути твоё лицо
«Всегда в пути твоё лицо» (нем. Immer am Weg dein Gesicht) — телефильм ГДР 1960 года, военная драма режиссёра Ахима Хюбнера.

## Сюжет
В 1960 году в Минск в коммандировку приезжает из ГДР немец Герберт Лангер от компании, которая поставляет трубы для строительства нефтепровода. Переводчица Рима замечает, что немец кому-то пытается дозвониться… Он рассказывает Риме, что он ищет некоего Сашу, которого знает с 1944 года…
… тогда в 1944-м Герберт, солдат Вермахта на Восточном фронте, награждённый Железным Крестом, после того как стал свидетелем зверств эсэсовцев, перешёл к партизанам под Минском. Поводом стал допрос пленной русской — Сони, до войны она была учительницей немецкого языка, а теперь была связной у партизан. Эсэсовец тогда отпустил Соню. Герберт ушёл за девушкой. Партизаны поначалу не доверяли ему, но благодаря Саше, который видел поведение Герберта, оставили его живым, а проверив в деле уже считали своим. В партизанском отряде Соня и Герберт сближаются. 
Во время одной из операций, когда партизаны должны были освободить своего товарища Кулешова из штаба СС в Минске, Соня, чтобы задержать расстрел Кулешова, была вынуждена лечь под эсэсовца. Штурм был удачен, но Соня была сломлена и близка к самоубийству, тяжело переживая и свою любовь к немцу Герберту. 
Герберт сумел найти слова и вернуть веру девушке, и они уже строили планы на будущее, но во время нападения на партизанский лагерь карателей Соня погибла.

## В ролях
- Зофия Слабошовская — Соня
- Юрген Фрорип — Герберт
- Эрнст Кэхлер — Бауман
- Брент Тревенд — Саша
- Бруно Карстенс — Соколов
- Петер Пауль Гоес — Кулешов
- Гюнтер Ньюман — бородатый
- Лотта Лёбингер — его жена
- Зигфрид Килиан — гауптштурмфюрер СС Брюзер
- Ева-Мария Хаген — Рима, переводчица

## Критика
Оценка фильма в современной ему критике ГДР и ФРГ полярна:

Очень тонко и осторожно фильм рассказывает историю любви между солдатом фашистского вермахта и молодой советской учительницей.
Оригинальный текст (нем.)Sehr feinfühlig und behutsam erzählt der Film die Geschichte einer Liebe zwischen einem Soldaten der faschistischen Wehrmacht und einer jungen sowjetischen Lehrerin.
— Neue deutsche Literatur, Vol 9. — Volk und Welt, 1961

Фильм, в котором пафосно рассматривается запретная тема любви между немцем и русской женщиной.
Оригинальный текст (нем.)Fernsehfilm, der das Tabuthema der Liebe zwischen einem Deutschen und einer Russin mit Pathos zu bewältigen sucht
— Lexikon des internationalen Films